# 양구군
양구군(楊口郡)은 대한민국 강원특별자치도 중북부에 있는 군이다. 서쪽으로 철원군과 화천군, 남서쪽으로 춘천시, 동쪽으로 인제군, 북쪽으로 군사분계선이 지나면서 북한과 접한다. 38도선 이북 지역으로, 한국전쟁 때 대한민국이 수입면의 일부를 제외한 군역(郡域)의 대부분을 수복하였고 국경선과 가까운 주요 군사지역이다. 해방 직후 5년 동안은 조선민주주의인민공화국의 실효지배를 받는 지역이었다. 해안면에는 지형의 모양을 이름 붙인 펀치볼 마을(Punch Bowl Town)이 있고, 인제, 화천과 더불어 목재, 벌꿀, 버섯, 약초 등의 산지이다.

## 역사
| Daedongyeojido (Gyujanggak) 11-02.jpg | Daedongyeojido (Gyujanggak) 11-01.jpg |
| Daedongyeojido (Gyujanggak) 12-02.jpg | Daedongyeojido (Gyujanggak) 12-01.jpg |

고구려 시대에는 요은홀차라 하였는데, 고려에 와서 양구현(楊溝縣)으로 고쳐 춘주(春州)에 속하였다가, 후에 양구로 개명하고 예종 원년(1106년) 감무를 두었다. 조선 태조 2년(1393년)에 다시 분리되어 태조 13년(1404년)에 현감을 두었다.
- 조선 중기: 양구현
- 1895년 6월 23일(음력 윤5월 1일): 춘천부 양구군으로 개편하였다.[6]
- 1896년 8월 4일: 강원도 양구군으로 개편하였다.[7]

9면 - 군내면, 서면, 남면, 동면, 상동면, 방산면, 해안면, 수입면
- 1914년 4월 1일: 7면으로 개편하였다.[8]

7면 - 군내면(서면 편입), 남면(동면 편입), 동면(상동면 개칭), 북면, 방산면, 해안면, 수입면
- 1917년: 군내면을 양구면으로 개칭하였다.
- 1945년 9월 2일: 미국과 소련이 38선을 경계로 한반도를 분할 점령함으로써 현재의 양구군 전 지역이 소련군정 관할 아래 들아갔다. 현재 인제군 남면으로 편입된 남면 상수내리와 하수내리의 각 일부지역이 38선 이남에 있어, 춘성군 북산면으로 편입되었다.[9]
- 1953년 7월 27일: 한국 전쟁의 결과, 대한민국이 수입면의 거의 대부분을 제외한 군역의 거의 대부분을 수복하였다.
- 1954년 11월 17일: 양구군의 행정기능이 회복되고, 해안면이 인제군에 이관되었다. 수입면의 수복지구를 방산면에 편입하였다. 상수내리와 하수내리의 38선 이남지역이 양구군 관할로 환원되었다.[10] (4면)
- 1963년 1월 1일: 북면을 양구면에 합면하였다.[11] (4면)
- 1973년 7월 1일: 인제군 서화면에서 옛 해안면 지역인 현리, 오류리, 만대리, 월산리, 후리, 이현리를 동면으로 편입하고, 해안출장소를 설치하였다. 상수내리와 하수내리가 인제군 남면으로 편입되었다.[12]
- 1979년 5월 1일: 양구면이 양구읍으로 승격하였다.[13] (1읍 3면)
- 1983년 2월 15일: 해안출장소 관할지역에 해안면이 다시 설치되었다.[14] (1읍 4면)
- 2021년 1월 1일 : 남면을 국토정중앙면으로 개칭하였다.

## 지리
강원도의 중앙부에 위치하고 태백산계의 여러 산이 위치하고 있다. 3지맥이 종주하는데 동쪽 대암산맥에는 용문산(龍門山, 1,068ｍ)·마패령(馬佩嶺, 697ｍ)·가칠봉(加七峰, 1,243ｍ) 등이, 중앙 비봉산맥에는 두밀령(杜密嶺, 787ｍ)·항령(項嶺, 676ｍ) 등이, 서쪽 어은산맥에는 어은산(1,277ｍ) 등 여러 산이 솟아 있다. 강은 동편 계곡에 서천, 중앙에 장평천이 남류한다. 서천은 양구 동쪽에서 곡계의 기경을 이루며 낭천이 되어 장평천과 합하여 파로호에 들어간다. 군의 서쪽은 북한강 계곡에 속하며, 동쪽의 소양강 상류에는 전형적인 침식분지인 해안분지가 있다. 지질은 대부분이 화강편마암이고 화강암과 결정편암도 있다.

### 기후
내륙 산간에 위치해 있기 때문에 기온의 교차가 심하며, 강수량이 도내에서 제일 적다. 연평균 기온은 9.8 , 1월 평균 －7.9 , 8월 평균 25.6 , 최고기온 41.5 (1940. 6), 최저기온 －30.0 (1939.1), 평균 강수량 1,100mm이다.

## 행정 구역
양구군의 행정 구역은 1읍 4면으로 구성되어 있다. 양구군의 인구는 2020년 12월 31일을 기준으로 22,278명 10,828 세대이며, 그 중 63%가 양구읍에 거주한다. 전체 면적은 701.27 km2이다. 성비는 [113으로, 화천군(118), 인제군 (117)보다는 낮고, 춘천시(97)보다는 높으며 강원도에서는 세 번째로 성비가 높다.
수입면(水入面)은 미수복지구로, 이북5도위원회에서는 명예면장을 임명한다.
| 행정구역     | 한자         | 인구   | 세대   | 면적   | 행정지도 |
| ------------ | ------------ | ------ | ------ | ------ | -------- |
| 양구읍       | 楊口邑       | 14,214 | 6,309  | 173.62 |          |
| 국토정중앙면 | 國土正中央面 | 3,381  | 1,817  | 135.26 |          |
| 동면         | 東面         | 2,024  | 1,197  | 123.62 |          |
| 방산면       | 方山面       | 1,346  | 830    | 206.7  |          |
| 해안면       | 亥安面       | 1,313  | 675    | 61.52  |          |
| 양구군       | 楊口郡       | 22,278 | 10,828 | 701.27 |          |

## 인구
양구군(에 해당하는 지역)의 연도별 인구 추이
| 연도   | 총인구   |  |
| ------ | -------- |  |
| 1966년 | 41,623명 |  |
| 1970년 | 38,927명 |  |
| 1975년 | 38,959명 |  |
| 1980년 | 33,662명 |  |
| 1985년 | 30,822명 |  |
| 1990년 | 28,489명 |  |
| 1995년 | 23,184명 |  |
| 2000년 | 21,118명 |  |
| 2005년 | 19,385명 |  |
| 2010년 | 19,252명 |  |
| 2020년 | 22,278명 |  |

## 산업
농경지는 하천 계곡에 약간 분포되어 있으며 밭이 많다. 그러므로 잡곡이 많이 난다. 천연림이 무성하여 임상이 아름답고, 용재와 신탄의 산출이 많으며, 밤·잣·도토리 등과 웅담·사향·복령·백화사 등 한약재의 산출이 많다. 주요 농산물은 쌀·잡곡·감자·삼·꿀·양초 등이다. 쌀의 질이 좋기로 유명하며, 채소·과일 등도 양구읍 부근에서 널리 재배한다. 초지와 산지가 넓어 목축업이 활발해 목축업 종사자가 많다. 또한 임야면적 5만 6,407ha에 국·공유림이 64%에 이르며, 입목지가 99%나 된다. 산지에서 잣·대추·도토리가 많이 생산되며 송이·표고버섯의 생산량이 많다. 주요 생산물로는 가시오이, 산재배더덕, 산채, 생감자가루, 고랭지감자, 석공예, 송이버섯, 느타리버섯, 쌀, 쑥엿, 도토리묵, 떡, 유정란, 미숫가루, 전통메주, 백합, 전통한과, 뽕잎국수, 표고버섯, 사과, 취나물, 민들레, 멜론 등이 있다.

## 교통
산간 벽지이기 때문에 교통은 불편하였으나 최근 군사도로가 발달해 도로망이 잘 정비되었다. 인제군이나 평창군 등지로 통하는 국도 제31호선이 남북을 종단하고, 동서를 잇는 국도 제46호선이 간성읍과 춘천시를 연결한다. 서울 동서울종합버스터미널에서는 1일 23회(06:30~20:05) 운행한다. :139 춘천역에서 화천군, 양구군, 인제군 등을 거쳐 속초역으로 통하는 춘천-속초선이 계획 중이며, 1960년대에는 원주역에서 홍천군 홍천읍을 거쳐 화천군과 양구군으로 각각 통하는 철도가 구상되기도 했다.

### 국도
| 31 | 금강산로, 정중앙로 | 46 | 춘양로, 삼팔선로 |

| 403 | 간척월명로, 파로호로 | 453 | 펀치볼로, 해안서화로 | 460 | 평화로 |

### 시외버스
| 양구시외버스터미널 | 시외 버스 운행 (양구읍 중심로)         |
| 양구정중앙터미널   | 시외 버스 운행 (국토정중앙면 정중앙로) |

## 문화·관광
- 대암산·대우산 천연보호구역

양구군과 인제군에 걸치며, 해안분지를 둘러싸고 있다.
- 두타연

민통선 안에 있는 숲이다. 2003년에 일반인에게 공개되었다. 50년간 숨어 있던 계곡과 숲은 청정지역 그 이상의 것을 안겨주었다. 베일이 벗겨진 숲은 은밀하거나 신비롭기보다는 소름 돋는 서글픔이 들게 한다. :135
- 심곡사 목조아미타삼존불좌상 및 복장유물
- 선사박물관(先史博物館)

부지 면적 32,464m2, 건축 면적 1,144.7m2, 전시 면적 438.75m2(5개 전시실)로서, 양구읍 상무룡리의 구석기 유적과 해안면 일대의 신석기, 청동기 유적지에서 출토된 유물을 집중 전시한 박물관으로서 선사시대를 거쳐 오늘날까지 이어져 온 유구한 역사를 한눈에 볼 수 있는 한국내 최초의 선사박물관이다.

## 교육 기관

### 고등학교
- 양구여자고등학교
- 양구고등학교
- 강원외국어고등학교

## 역대 군수
- 현직 양구군수는 국민의힘 서흥원이다.

## 자매 도시
| 지역 & 국가 | 도시                         |
| ----------- | ---------------------------- |
| 일본        | 돗토리현 지즈정              |
| 필리핀      | 라구나주 칼람바              |
| 미국        | 캘리포니아주 로스엔젤레스    |
| 프랑스      | 일드프랑스 발드마른주 생망데 |